# Branžež
 Branžež  ist eine Gemeinde im Okres Mladá Boleslav, Tschechien. Sie liegt im böhmischen Paradies und ist eines der größten und bekanntesten Fremdenverkehrszentren des Landschaftsschutzgebietes.

## Geografie
Die Gemeinde befindet sich in einer der drei besonders geschützten Zonen des böhmischen Paradieses, zwischen den Orten Kněžmost, Mnichovo Hradiště, Žďár und der Burg Kost. Die Entfernung nach Mnichovo Hradiště beträgt 6 Kilometer. Das Gemeindegebiet durchfließt der kleine Fluss Kněžmostka, der östlich des Dorfes zum 54 ha großen Teich Komárovský rybník aufgestaut ist. Die Gemeinde besteht aus den drei Siedlungen Branžež, Nová Ves und Zakopaná.

## Geschichte
Branžež wurde 1338 erstmals erwähnt. Es gehörte kleinen lokalen Grundherren. Namentlich bekannte Besitzer sind Marek und Mojek z Kamenice (1338), Petr z Branžeže (1401) und Jan Hovado z Hrádku (1457). Im 16. Jahrhundert wurde der Ort der Herrschaft Solec angegliedert und kam damit in den Besitz der Herren von Valečov. Bis zum 20. Jahrhundert blieb Branžež Bestandteil dieser Herrschaft.
Ursprünglich gab es in der Gemeinde drei große Fischteiche. Sie wurden aufgelassen und in der Mitte des 20. Jahrhunderts wurde nur der größte von ihnen, Komárovský rybník, wieder aufgestaut. Ab den 1930er Jahren begann der Ort, sich zum Fremdenverkehrszentrum zu entwickeln. Heute liegen am Ufer des Teiches mehrere Campingplätze und Ferienhaussiedlungen.

## Sehenswürdigkeiten
- Komárovský rybník ist ein seichter Teich mit sandigem Grund und Sandstränden, der zum Baden, Fischen und Wassersport genutzt wird. Die Wasserqualität ist schwankend. In den Jahren 2006 und 2007 wurden temporäre Badeverbote wegen erhöhtem Vorkommen von Blaualgen ausgesprochen.
- Unmittelbar nördlich der Siedlungen beginnt das Schutzgebiet der Felsenstadt Příhrazské skály.
- In der Umgebung befinden sich einige Burgen und Burgruinen. Die Burg Kost liegt etwa 5 Kilometer östlich, Felsenburg Valečov etwa 2 Kilometer westlich des Dorfes Branžež.